# Flickan med svavelstickorna (film)
Flickan med svavelstickorna (franska: La Petite marchande d'allumettes) är en fransk novellfilm från 1928 i regi av Jean Renoir. I huvudrollen ses Catherine Hessling. Filmen är baserad på H.C. Andersens saga "Flickan med svavelstickorna" från 1845.

## Handling
En frusen liten flicka försöker sälja svavelstickor på nyårsafton, samtidigt som hon fantiserar om en leksaksbutik. 

## Rollista
- Catherine Hessling – Karen
- Jean Storm – löjtnant Axel Ott
- Manuel Raaby – polisen och döden
- Amy Wells – den mekaniska dockan
- Comtesse Tolstoï – damen med hunden

## Om filmen
Inspelningen ägde rum från augusti 1927 till januari 1928. Utomhusscenerna är inspelade i Marly, Nord och ateljéscenerna hos Théatre du Vieux-Colombier i Paris. Filmen hade premiär 8 juni 1928.